# Gorily (dokument)
Gorily je český přírodovědný dokument. Ukazuje život goril jak v Zoo Praha, tak ve volné divočině Afriky. Dokument měl premiéru na ČT2 v roce 2011.